# Teatrul Dramatic Ucrainean din Harkov
Teatrul dramatic ucrainean din Harkov, cunoscut și sub numele de Teatrul Taras Șevcenko (ucraineană Харківський академічний український драматичний театр імені Тараса Шевченка) este un teatru național  fondat în 1935 din rămășițele trupei Teatrului Berezil după ce acesta a fost desființat, inițial fondat de Les Kurbas în 1922. Teatrul Dramatic Ucrainean din Harkov are două săli: Sala Principală (900 de locuri) și Sala Mică „Berezil” (115 locuri). 
Repertoriul teatrului a fost compus de regizori formați la școala lui Konstantin Stanislavski, iar din anii 1990 de regizori formați de Anatoli Vasiliev. De-a lungul anilor, ansamblul teatrului a inclus mulți artiști renumiți, precum Vadym Meller (scenograf), Leonid Bykov (actor), Amvrosy Buchma (actor, starul filmului Ivan cel Groaznic ), Andriy Zholdak (regizor de teatru), Andrzej Szczytko (regizor de teatru).   
Din 2002 până în 2005, Andriy Zholdak a fost directorul artistic al teatrului, unde a produs cinci piese, care, în afară de reprezentațiile din Ucraina, au fost rerezentate în multe țări europene, inclusiv Germania, Franța, Finlanda, Olanda, Polonia, Austria, România și Rusia, la festivaluri renumite. În 2005, după ce autoritățile din Harkov i-au interzis punerea în scenă a piesei Romeo și Julieta. Un fragment, Zholdak a fost forțat să părăsească teatrul. 
În 2004, trupa teatrului a fost numit de criticii ITI - UNESCO drept una dintre cele mai bune trupe de teatru din Europa. 
În timpul războiului ruso-ucrainean, teatrul a fost nevoit să intre în clandestinitate.  